# Loturile pentru Campionatul Mondial de Fotbal 1950
Mai jos sunt loturile pentru Campionatul Mondial de Fotbal 1950, organizat în Suedia. Singura echipă care a avut un stranier, George Robledo, a fost Chile.

## Grupa 1

### Brazilia
Antrenor principal: Flávio Costa
| Nr. | Poz. | Jucător       | Data nașterii (vârsta) | Selecții | Club                 |
| --- | ---- | ------------- | ---------------------- | -------- | -------------------- |
| 1   | P    | Barbosa       | 27 martie 1921         | 13       | Vasco da Gama        |
| 2   | F    | Augusto       | 22 octombrie 1920      | 12       | Vasco da Gama        |
| 3   | F    | Nílton Santos | 16 mai 1927            | 5        | Botafogo RJ          |
| 4   | M    | Bauer         | 21 noiembrie 1925      | 6        | São Paulo            |
| 5   | M    | Danilo        | 3 decembrie 1920       | 15       | Vasco da Gama        |
| 6   | M    | Bigode        | 4 aprilie 1922         | 5        | Flamengo             |
| 7   | A    | Friaça        | 20 octombrie 1924      | 6        | São Paulo            |
| 8   | A    | Zizinho       | 14 septembrie 1922     | 30       | Bangu Atlético Clube |
| 9   | A    | Ademir        | 8 noiembrie 1922       | 25       | Vasco da Gama        |
| 10  | A    | Jair          | 21 martie 1921         | 32       | Palmeiras            |
| 11  | A    | Chico         | 7 ianuarie 1922        | 15       | Vasco da Gama        |
| -   | A    | Adãozinho     | 2 aprilie 1923         | 2        | Internacional        |
| -   | A    | Alfredo       | 1 ianuarie 1920        | 0        | Vasco da Gama        |
| -   | A    | Baltazar      | 14 ianuarie 1926       | 4        | Corinthians          |
| -   | P    | Castilho      | 27 noiembrie 1927      | 2        | Fluminense           |
| -   | F    | Ely           | 14 mai 1921            | 8        | Vasco da Gama        |
| -   | F    | Juvenal       | 27 noiembrie 1923      | 4        | Flamengo             |
| -   | A    | Maneca        | 28 ianuarie 1926       | 3        | Vasco da Gama        |
| -   | F    | Nena          | 27 martie 1921         | 5        | Internacional        |
| -   | M    | Noronha       | 25 septembrie 1918     | 15       | São Paulo            |
| -   | A    | Rodrigues     | 27 iunie 1925          | 2        | Fluminense           |
| -   | M    | Rui           | 2 august 1922          | 27       | São Paulo            |

### Elveția
Antrenor principal: Franco Andreoli
Felice Soldini a făcut deplasarea dar nu a fost eligibil.

### Iugoslavia
Antrenor principal: Milorad Arsenijević
| Nr. | Poz. | Jucător                | Data nașterii (vârsta) | Selecții | Club          |
| --- | ---- | ---------------------- | ---------------------- | -------- | ------------- |
| -   | M    | Aleksandar Atanacković | 29 aprilie 1920        | 15       | Partizan      |
| -   | P    | Vladimir Beara         | 2 noiembrie 1928       | 0        | Hajduk Split  |
| -   | A    | Stjepan Bobek          | 3 decembrie 1923       | 26       | Partizan      |
| -   | F    | Božo Broketa           | 24 decembrie 1921      | 3        | Hajduk Split  |
| -   | A    | Željko Čajkovski       | 5 mai 1925             | 16       | Dinamo Zagreb |
| -   | M    | Zlatko Čajkovski       | 24 ianuarie 1923       | 25       | Partizan      |
| -   | F    | Ratko Čolić            | 17 martie 1918         | 6        | Partizan      |
| -   | M    | Predrag Đajić          | 1 mai 1922             | 5        | Steaua Roșie  |
| -   | F    | Vladimir Firm          | 1923                   | 3        | Partizan      |
| -   | F    | Ivica Horvat           | 16 iulie 1926          | 13       | Dinamo Zagreb |
| -   | F    | Miodrag Jovanović      | 17 ianuarie 1922       | 18       | Partizan      |
| -   | M    | Ervin Katnić           |                        |          | Hajduk Split  |
| -   | A    | Prvoslav Mihajlović    | 13 aprilie 1921        | 12       | Partizan      |
| -   | A    | Rajko Mitić            | 6 septembrie 1922      | 19       | Steaua Roșie  |
| -   | P    | Srđan Mrkušić          | 26 iunie 1915          | 4        | Steaua Roșie  |
| -   | A    | Tihomir Ognjanov       | 2 martie 1927          | 2        | Steaua Roșie  |
| -   | M    | Bela Palfi             | 16 februarie 1923      | 1        | Steaua Roșie  |
| -   | M    | Ivo Radovniković       |                        |          | Hajduk Split  |
| -   | F    | Branko Stanković       | 31 octombrie 1921      | 19       | Steaua Roșie  |
| -   | A    | Kosta Tomašević        | 26 mai 1924            | 6        | Steaua Roșie  |
| -   | A    | Bernard Vukas          | 1 mai 1927             | 6        | Hajduk Split  |
| -   | F    | Siniša Zlatković       |                        |          | Naša Krila    |

### Mexic
Antrenor principal: Octavio Vial
| Nr. | Poz. | Jucător             | Data nașterii (vârsta) | Selecții | Club               |
| --- | ---- | ------------------- | ---------------------- | -------- | ------------------ |
| -   | A    | José Luis Borbolla  | 31 ianuarie 1920       |          | Club América       |
| -   | P    | Antonio Carbajal    | 7 iunie 1929           |          | España FC          |
| -   | A    | Horacio Casarín     | 25 mai 1918            |          | España FC          |
| -   | P    | Raúl Córdoba        |                        |          | San Sebastian Leon |
| -   | M    | Samuel Cuburu       | 20 februarie 1928      |          | Puebla             |
| -   | M    | Antonio Flores      | 13 iulie 1923          |          | Atlas              |
| -   | F    | Gregorio Gómez      | 26 iunie 1924          |          | Guadalajara        |
| -   | M    | Carlos Guevara      |                        |          | Asturias FC        |
| -   | F    | Manuel Gutiérrez    | 8 aprilie 1920         |          | Club América       |
| -   | M    | Francisco Hernández |                        |          | Asturias FC        |
| -   | F    | Alfonso Montemayor  | 28 aprilie 1922        |          | Club León          |
| -   | A    | José Naranjo        | 19 martie 1926         |          | CD Oro             |
| -   | A    | Leonardo Navarro    |                        |          | Atlante            |
| -   | M    | Mario Ochoa         | 7 noiembrie 1927       |          | Club América       |
| -   | M    | Héctor Ortiz        | 20 decembrie 1928      |          | CD Marte           |
| -   | M    | Mario Pérez         | 19 februarie 1927      |          | CD Marte           |
| -   | A    | Max Prieto          | 28 martie 1919         |          | Guadalajara        |
| -   | F    | José Antonio Roca   | 24 mai 1928            |          | Necaxa             |
| -   | F    | Rodrígo Ruíz        | 14 aprilie 1923        |          | Guadalajara        |
| -   | A    | Carlos Septién      | 18 ianuarie 1923       |          | España FC          |
| -   | A    | José Velázquez      | 12 august 1923         |          | FC Veracruz        |
| -   | F    | Felipe Zetter       | 3 iulie 1923           |          | Atlas              |

## Grupa 2

### Spania
Antrenor principal: Guillermo Eizaguirre
| Nr. | Poz. | Jucător            | Data nașterii (vârsta) | Selecții | Club            |
| --- | ---- | ------------------ | ---------------------- | -------- | --------------- |
| -   | P    | Juan Acuña         | 11 ianuarie 1923       | 1        | La Coruña       |
| -   | F    | Gabriel Alonso     | 9 noiembrie 1923       | 4        | Celta Vigo      |
| -   | F    | Francisco Antúnez  | 1 noiembrie 1922       | 2        | Sevilla         |
| -   | F    | Vicente Asensi     | 28 ianuarie 1919       | 5        | Valencia        |
| -   | A    | Estanislao Basora  | 18 noiembrie 1926      | 4        | Barcelona       |
| -   | A    | César              | 29 iunie 1920          | 8        | Barcelona       |
| -   | A    | Agustín Gaínza     | 28 mai 1922            | 14       | Athletic Bilbao |
| -   | F    | Josep Gonzalvo     | 16 ianuarie 1920       | 3        | Barcelona       |
| -   | M    | Marià Gonzalvo     | 22 martie 1922         | 8        | Barcelona       |
| -   | A    | Rosendo Hernández  | 1 martie 1921          | 2        | Espanyol        |
| -   | A    | Silvestre Igoa     | 5 septembrie 1920      | 5        | Valencia        |
| -   | P    | Ignacio Eizaguirre | 7 noiembrie 1920       | 14       | Valencia        |
| -   | A    | José Juncosa       | 2 februarie 1922       | 1        | Atlético Madrid |
| -   | F    | Rafael Lesmes      | 9 noiembrie 1926       | 0        | Valladolid      |
| -   | A    | Luis Molowny       | 12 mai 1925            | 2        | Real Madrid     |
| -   | M    | Nando              | 1 februarie 1921       | 5        | Athletic Bilbao |
| -   | A    | José Luis Panizo   | 12 ianuarie 1922       | 6        | Athletic Bilbao |
| -   | F    | José Parra         | 28 august 1925         | 1        | Espanyol        |
| -   | M    | Antonio Puchades   | 4 iunie 1925           | 6        | Valencia        |
| -   | P    | Antoni Ramallets   | 4 iunie 1924           | 0        | Barcelona       |
| -   | F    | Alfonso Silva      | 19 martie 1926         | 3        | Atlético Madrid |
| -   | A    | Zarra              | 20 ianuarie 1921       | 11       | Athletic Bilbao |

### Anglia
Antrenor principal: Walter Winterbottom
| Nr. | Poz. | Jucător          | Data nașterii (vârsta) | Selecții | Club              |
| --- | ---- | ---------------- | ---------------------- | -------- | ----------------- |
| -   | F    | John Aston       | 2 septembrie 1921      | 14       | Manchester United |
| -   | M    | Eddie Baily      | 6 august 1925          | 0        | Tottenham         |
| -   | A    | Roy Bentley      | 17 mai 1924            | 4        | Chelsea           |
| -   | M    | Henry Cockburn   | 14 septembrie 1921     | 10       | Manchester United |
| -   | M    | Jimmy Dickinson  | 24 aprilie 1925        | 7        | Portsmouth        |
| -   | P    | Ted Ditchburn    | 24 octombrie 1921      | 2        | Tottenham         |
| -   | F    | Bill Eckersley   | 16 iulie 1925          | 0        | Blackburn Rovers  |
| -   | A    | Tom Finney       | 5 aprilie 1922         | 25       | Preston           |
| -   | M    | Laurie Hughes    | 2 martie 1924          | 0        | Liverpool         |
| -   | A    | Wilf Mannion     | 16 mai 1918            | 19       | Middlesbrough     |
| -   | A    | Stanley Matthews | 1 februarie 1915       | 30       | Blackpool         |
| -   | A    | Jackie Milburn   | 11 mai 1924            | 7        | Newcastle         |
| -   | A    | Stan Mortensen   | 26 mai 1921            | 18       | Blackpool         |
| -   | A    | Jimmy Mullen     | 6 ianuarie 1923        | 4        | Wolves            |
| -   | M    | Bill Nicholson   | 26 ianuarie 1919       | 0        | Tottenham         |
| -   | F    | Alf Ramsey       | 22 ianuarie 1920       | 5        | Tottenham         |
| -   | F    | Laurie Scott     | 23 aprilie 1917        | 17       | Arsenal           |
| -   | F    | Jim Taylor       | 5 noiembrie 1917       | 0        | Fulham            |
| -   | M    | Willie Watson    | 7 martie 1920          | 2        | Sunderland        |
| -   | P    | Bert Williams    | 31 ianuarie 1920       | 7        | Wolves            |
| -   | F    | Billy Wright     | 6 februarie 1924       | 29       | Wolves            |

### Chile
Antrenor principal: Arturo Bucciardi
| Nr. | Poz. | Jucător                | Data nașterii (vârsta) | Selecții | Club               |
| --- | ---- | ---------------------- | ---------------------- | -------- | ------------------ |
| -   | F    | Manuel Álvarez Jiménez | 23 mai 1928            | 3        | U Católica         |
| -   | M    | Miguel Busquets        | 15 octombrie 1920      | 15       | U de Chile         |
| -   | M    | Fernando Campos        | 9 august 1921          | 5        | Colo-Colo          |
| -   | M    | Hernán Carvallo        | 19 august 1922         | 5        | U Católica         |
| -   | A    | Atilio Cremaschi       | 8 martie 1923          | 10       | Unión Española     |
| -   | A    | Guillermo Díaz         | 29 decembrie 1930      | 4        | Santiago Wanderers |
| -   | F    | Arturo Farías          | 1 noiembrie 1927       | 4        | Colo-Colo          |
| -   | F    | Miguel Flores          |                        | 0        | U de Chile         |
| -   | A    | Carlos Ibáñez          | 30 noiembrie 1931      | 0        | CD Magallanes      |
| -   | A    | Raimundo Infante       | 2 februarie 1928       | 13       | U Católica         |
| -   | P    | Sergio Livingstone     | 26 martie 1920         | 31       | U Católica         |
| -   | F    | Manuel Machuca         | 6 iunie 1924           | 18       | Colo-Colo          |
| -   | A    | Luis Mayanés           | 15 ianuarie 1925       | 0        | U de Chile         |
| -   | A    | Manuel Muñoz           | 28 aprilie 1928        | 0        | Colo-Colo          |
| -   | A    | Andrés Prieto          | 19 decembrie 1928      | 9        | U Católica         |
| -   | P    | René Quitral           | 22 iulie 1920          | 0        | Santiago Wanderers |
| -   | A    | Fernando Riera         | 27 iunie 1920          | 16       | U Católica         |
| -   | A    | George Robledo         | 14 aprilie 1926        | 0        | Newcastle          |
| -   | M    | Carlos Rojas           | 2 octombrie 1928       | 5        | Unión Española     |
| -   | F    | Fernando Roldán        | 1 aprilie 1921         | 0        | U Católica         |
| -   | M    | Osvaldo Saez           | 13 august 1923         | 11       | Colo-Colo          |
| -   | F    | Francisco Urroz        | 31 octombrie 1921      | 10       | Colo-Colo          |

### Statele Unite
Antrenor principal: William Jeffrey
| Nr. | Poz. | Jucător           | Data nașterii (vârsta) | Selecții | Club                      |
| --- | ---- | ----------------- | ---------------------- | -------- | ------------------------- |
| -   | F    | Robert Annis      | 5 septembrie 1928      | 1        | St. Louis Simpkins-Ford   |
| -   | M    | Walter Bahr       | 1 aprilie 1927         | 7        | Philadelphia Nationals    |
| -   | P    | Frank Borghi      | 9 aprilie 1925         | 4        | St. Louis Simpkins-Ford   |
| -   | M    | Charlie Colombo   | 20 iulie 1920          | 7        | St. Louis Simpkins-Ford   |
| -   | F    | Geoff Coombes     | 23 aprilie 1919        | 0        | Chicago Vikings           |
| -   | A    | Robert Craddock   | 5 septembrie 1923      | 0        | Pittsburgh Harmarville SC |
| -   | A    | Nicholas DiOrio   | 4 februarie 1921       | 0        | Pittsburgh Harmarville SC |
| -   | A    | Joe Gaetjens      | 19 martie 1924         | 0        | Brookhattan               |
| -   | P    | Gino Gardassanich | 26 noiembrie 1922      | 0        | Chicago Slovaks           |
| -   | F    | Harry Keough      | 15 noiembrie 1927      | 3        | St. Louis McMahon         |
| -   | F    | Joe Maca          | 28 septembrie 1920     | 0        | Brooklyn Hispano          |
| -   | M    | Ed McIlvenny      | 21 octombrie 1924      | 0        | Philadelphia Nationals    |
| -   | A    | Walter Stein      | 10 aprilie 1928        | 0        | Philadelphia Nationals    |
| -   | A    | Frank Moniz       | 26 septembrie 1911     | 0        | Ponta Delgada SC          |
| -   | A    | Gino Pariani      | 21 februarie 1928      | 2        | St. Louis Simpkins-Ford   |
| -   | A    | Ed Souza          | 22 septembrie 1921     | 2        | Ponta Delgada SC          |
| -   | A    | John Souza        | 12 iulie 1920          | 9        | Ponta Delgada SC          |
| -   | A    | Frank Wallace     | 15 iulie 1922          | 4        | St. Louis Simpkins-Ford   |
| -   | A    | Adam Wolanin      | 13 noiembrie 1919      | 0        | Chicago Eagles            |

## Grupa 3

### Suedia
Antrenor principal:  George Raynor
| Nr. | Poz. | Jucător            | Data nașterii (vârsta) | Selecții | Club         |
| --- | ---- | ------------------ | ---------------------- | -------- | ------------ |
| -   | M    | Olle Åhlund        | 22 august 1920         | 15       | Degerfors    |
| -   | M    | Sune Andersson     | 22 februarie 1921      | 23       | AIK Solna    |
| -   | F    | Ivan Bodin         | 20 iulie 1923          | 0        | AIK Solna    |
| -   | M    | Ingvar Gärd        | 6 octombrie 1921       | 1        | Malmö        |
| -   | A    | Hasse Jeppson      | 10 mai 1925            | 1        | Djurgårdens  |
| -   | F    | Gunnar Johansson   | 29 februarie 1924      | 0        | GAIS         |
| -   | A    | Egon Jönsson       | 6 decembrie 1926       | 7        | Malmö        |
| -   | P    | Torsten Lindberg   | 14 aprilie 1917        | 18       | Norrköping   |
| *   | F    | Arne Månsson       | 11 noiembrie 1925      | 1        | Malmö        |
| -   | A    | Bror Mellberg      | 9 decembrie 1923       | 1        | AIK Solna    |
| -   | F    | Erik Nilsson       | 6 august 1916          | 28       | Malmö        |
| -   | A    | Stellan Nilsson    | 28 mai 1922            | 15       | Malmö        |
| -   | M    | Knut Nordahl       | 13 ianuarie 1920       | 22       | Norrköping   |
| -   | A    | Karl-Erik Palmér   | 17 aprilie 1929        | 5        | Malmö        |
| -   | A    | Ingvar Rydell      | 7 mai 1922             | 2        | Malmö        |
| -   | F    | Lennart Samuelsson | 7 iulie 1924           | 1        | Elfsborg     |
| -   | A    | Lennart Skoglund   | 24 decembrie 1929      | 1        | AIK Solna    |
| -   | A    | Stig Sundqvist     | 19 iulie 1922          | 6        | Norrköping   |
| -   | P    | Kalle Svensson     | 11 noiembrie 1925      | 4        | Helsingborgs |
| -   | A    | Kurt Svensson      | 15 aprilie 1927        | 0        | IS Halmia    |
| -   | P    | Tore Svensson      | 6 decembrie 1927       | 0        | Malmö        |
| -   | A    | Börje Tapper       | 20 mai 1922            | 4        | Malmö        |

### Italia
Antrenor principal: Ferruccio Novo
| Nr. | Poz. | Jucător              | Data nașterii (vârsta) | Selecții | Club         |
| --- | ---- | -------------------- | ---------------------- | -------- | ------------ |
| -   | A    | Amedeo Amadei        | 26 iulie 1921          | 6        | Inter Milano |
| -   | F    | Carlo Annovazzi      | 24 mai 1925            | 10       | Milan        |
| -   | F    | Ivano Blason         | 24 mai 1923            | 0        | Triestina    |
| -   | A    | Giampiero Boniperti  | 4 iulie 1928           | 6        | Juventus     |
| -   | A    | Aldo Campatelli      | 7 aprilie 1919         | 6        | Inter Milano |
| -   | A    | Gino Cappello        | 2 iunie 1920           | 3        | Bologna      |
| -   | A    | Emilio Caprile       | 30 septembrie 1928     | 2        | Atalanta     |
| -   | A    | Riccardo Carapellese | 1 iulie 1922           | 11       | Torino       |
| -   | P    | Giuseppe Casari      | 10 aprilie 1922        | 2        | Atalanta     |
| -   | F    | Osvaldo Fattori      | 22 iunie 1922          | 3        | Inter Milano |
| -   | F    | Zeffiro Furiassi     | 19 ianuarie 1923       | 0        | Lazio        |
| -   | F    | Attilio Giovannini   | 30 iulie 1924          | 4        | Inter Milano |
| -   | A    | Benito Lorenzi       | 20 decembrie 1925      | 5        | Inter Milano |
| -   | M    | Augusto Magli        | 9 martie 1923          | 0        | Fiorentina   |
| -   | M    | Giacomo Mari         | 17 octombrie 1924      | 3        | Juventus     |
| -   | P    | Giuseppe Moro        | 16 ianuarie 1921       | 2        | Torino       |
| -   | A    | Ermes Muccinelli     | 28 iulie 1927          | 2        | Juventus     |
| -   | A    | Egisto Pandolfini    | 19 februarie 1926      | 0        | Fiorentina   |
| -   | M    | Carlo Parola         | 20 septembrie 1921     | 9        | Juventus     |
| -   | M    | Leandro Remondini    | 17 noiembrie 1917      | 0        | Lazio        |
| -   | P    | Lucidio Sentimenti   | 1 iulie 1920           | 7        | Lazio        |
| -   | M    | Omero Tognon         | 3 martie 1924          | 4        | Milan        |

### Paraguay
Antrenor principal: Manuel Fleitas Solich
| Nr. | Poz. | Jucător               | Data nașterii (vârsta) | Selecții | Club             |
| --- | ---- | --------------------- | ---------------------- | -------- | ---------------- |
| -   | A    | Enrique Avalos        | 1922                   |          | Cerro Porteño    |
| -   | A    | Marcial Avalos        |                        |          | Cerro Porteño    |
| -   | M    | Melanio Baez          |                        |          | Club Nacional    |
| -   | A    | Ángel Berni           | 9 ianuarie 1931        |          | Sportivo Luqueño |
| -   | F    | Antonio Cabrera       |                        |          | Club Libertad    |
| -   | A    | Lorenzo Calonga       |                        |          | Club Guaraní     |
| -   | A    | Juan Cañete           | 27 iulie 1929          |          | Presidente Hayes |
| -   | M    | Castor Cantero        | 12 ianuarie 1918       |          | Olimpia          |
| -   | P    | Pablo Centurión       |                        |          | Cerro Porteño    |
| -   | F    | Casiano Céspedes      | 1924                   |          | Olimpia          |
| -   | F    | Manuel Gavilán        | 1921                   |          | Club Libertad    |
| -   | F    | Alberto González      | 1922                   |          | Olimpia          |
| -   | M    | Armando González      |                        |          | Club Guaraní     |
| -   | M    | Victoriano Leguizamón | 1923                   |          | Olimpia          |
| -   | A    | Atilio López          | 5 februarie 1925       |          | Club Nacional    |
| -   | A    | César López Fretes    | 21 martie 1923         |          | Olimpia          |
| -   | A    | Hilarión Osorio       |                        |          | Sportivo Luqueño |
| -   | F    | Elioro Paredes        | 19 iunie 1921          |          | Sportivo Luqueño |
| -   | A    | Darío Saguier         | 11 septembrie 1926     |          | Cerro Porteño    |
| -   | A    | Francisco Sosa        | 1918                   |          | Cerro Porteño    |
| -   | A    | Leongino Unzaim       | 16 mai 1925            |          | Olimpia          |
| -   | P    | Marcelino Vargas      | 1921                   |          | Club Libertad    |

## Grupa 4

### Uruguay
Antrenor principal: Juan López
| Nr. | Poz. | Jucător                  | Data nașterii (vârsta) | Selecții | Club            |
| --- | ---- | ------------------------ | ---------------------- | -------- | --------------- |
| -   | A    | Julio César Britos       | 18 mai 1926            | 10       | Peñarol         |
| -   | A    | Juan Burgueño            | 4 februarie 1923       | 4        | Danubio FC      |
| -   | F    | Schubert Gambetta        | 14 aprilie 1920        | 39       | Club Nacional   |
| -   | A    | Alcides Ghiggia          | 22 decembrie 1926      | 3        | Peñarol         |
| -   | F    | Juan Carlos González     | 22 august 1924         | 3        | Peñarol         |
| -   | F    | Matías González          | 6 august 1925          | 7        | CA Cerro        |
| -   | F    | William Martínez         | 13 ianuarie 1928       | 3        | Rampla Juniors  |
| -   | P    | Roque Máspoli            | 12 octombrie 1917      | 27       | Peñarol         |
| -   | A    | Oscar Míguez             | 5 decembrie 1927       | 5        | Peñarol         |
| -   | A    | Rubén Morán              | 6 august 1930          | 2        | CA Cerro        |
| -   | M    | Washington Ortuño        | 13 mai 1928            | 0        | Peñarol         |
| -   | P    | Aníbal Paz               | 18 februarie 1918      | 23       | Club Nacional   |
| -   | A    | Julio Pérez              | 19 iunie 1926          | 7        | Club Nacional   |
| -   | M    | Rodolfo Pini             | 1926                   | 6        | Club Nacional   |
| -   | A    | Luis Rijo                | 28 septembrie 1927     | 0        | Central Español |
| -   | M    | Víctor Rodríguez Andrade | 2 mai 1927             | 11       | Central Español |
| -   | A    | Carlos Romero            | 7 septembrie 1927      | 3        | Danubio FC      |
| -   | A    | Juan Alberto Schiaffino  | 28 iulie 1925          | 9        | Peñarol         |
| -   | F    | Eusebio Tejera           | 6 ianuarie 1922        | 28       | Club Nacional   |
| -   | M    | Obdulio Varela           | 20 septembrie 1917     | 39       | Peñarol         |
| -   | A    | Ernesto Vidal            | 15 noiembrie 1921      | 0        | Peñarol         |
| -   | F    | Héctor Vilches           | 14 februarie 1926      | 5        | CA Cerro        |

### Bolivia
Antrenor principal: 
Mario Pretto
| Nr. | Poz. | Jucător                    | Data nașterii (vârsta) | Selecții | Club                   |
| --- | ---- | -------------------------- | ---------------------- | -------- | ---------------------- |
| -   | F    | Alberto Figueroa de Acha   | 3 aprilie 1920         | 23       | The Strongest          |
| -   | A    | Víctor Celestino Algarañaz | 6 aprilie 1926         | 8        | Club Litoral           |
| -   | M    | Alberto Aparicio           | 11 noiembrie 1923      | 0        | Ferroviario La Paz     |
| -   | M    | Duberty Aráoz              | 21 decembrie 1920      | 10       | Club Litoral           |
| -   | P    | Vicente Arraya             | 25 ianuarie 1922       | 26       | Ferroviario La Paz     |
| -   | M    | Juan Arricio               | 11 decembrie 1923      | 0        | Ayacucho La Paz        |
| -   | A    | Víctor Brown               | 7 martie 1927          | 2        | Club Litoral           |
| -   | F    | José Bustamante            | 5 martie 1922          | 31       | Club Litoral           |
| -   | M    | René Cabrera               | 21 octombrie 1925      | 8        | Club Jorge Wilstermann |
| -   | A    | Roberto Capparelli         | 18 noiembrie 1921      | 0        | The Strongest          |
| -   | M    | Leonardo Ferrel            | 7 iulie 1923           | 18       | The Strongest          |
| -   | A    | Benedicto Godoy Véizaga    | 28 iulie 1924          | 9        | Ferroviario La Paz     |
| -   | F    | Antonio Greco              | 17 septembrie 1923     | 0        | Club Litoral           |
| -   | A    | Juan Guerra                | 13 aprilie 1927        | 9        | Ferroviario La Paz     |
| -   | A    | Benigno Gutiérrez          | 1 septembrie 1925      | 15       | Club Litoral           |
| -   | P    | Eduardo Gutiérrez          | 2 septembrie 1922      | 12       | CD Ingavi              |
| -   | A    | Benjamin Maldonado         | 4 ianuarie 1928        | 4        | San Jose de Oruro      |
| -   | A    | Mario Mena                 | 28 iulie 1928          | 9        | Club Bolívar           |
| -   | M    | Humberto Saavedra          | 3 august 1923          | 0        | The Strongest          |
| -   | M    | Eulogio Sandoval           | 22 iulie 1922          | 0        | Club Litoral           |
| -   | A    | Víctor Agustín Ugarte      | 5 mai 1926             | 16       | Club Bolívar           |
| -   | M    | Antonio Valencia           | 10 mai 1925            | 9        | Club Bolívar           |

- NB*: Loturile includ rezerve, jucători alternativi și preselectați care au participat în calificări sau la meciurile amicale de dinaintea începerii turneului final, dar nu au participat la CM.